# 複合汚染
『複合汚染』（ふくごうおせん）は有吉佐和子の長編小説。1974年10月14日から1975年6月30日まで朝日新聞に連載された。連載中から大きな反響を呼び、連載終了前の1975年4月に新潮社から単行本上巻が出版され、7月に出版された下巻とあわせてベストセラーとなった。現在でも環境問題を考える上でしばしば言及されるロングセラーとなっており、レイチェル・カーソン『沈黙の春』の「日本版」にもたとえられる。

## 概要
本作品は環境汚染問題について社会に警鐘を鳴らすことを目的として書かれた。主な指摘は、
- 農薬と化学肥料使用が農製品と生態系に与える悪影響、及び有機農業、共栄作物利用の試みの紹介。
- 界面活性剤を含む洗剤使用の人体及び生態系への悪影響。石鹸がより安全であること。
- 合成保存料、合成着色料など食品添加物使用の危険性。
- 自動車エンジンの排気ガスに含まれる窒素酸化物の危険性。
- 上記の化学物質が生体濃縮で蓄積されていく過程。
- 化学肥料開発と火薬開発の並行性。化学合成技術の発達と戦争、軍需産業との連関。

である。すでに水俣病や四日市ぜんそくの被害などから、「公害」問題の深刻さは意識されていたが、個々の現象を単独に捉えるのではなく、自然環境の破壊という大きな問題系の中で関連づけて考えるべきであることを、やや扇情的だが平易な筆致で描き出したところに意義がある。

## 内容についての評価
本作品は、『恍惚の人』に続く「警世の書」として話題を集めたが、テーマが化学、生物学など自然科学の専門的知見に関わる上、行政やメーカー企業などの既得権益にも揺さぶりをかけるものであったため、発表当時その内容には多くの反発や批判も投げかけられた。作者自身、作品中で「この連載がうまくいったら罵詈雑言を受けるであろう」とレイチェル・カーソンの例を引きながら先回りして書いているが、「農薬使用の禁止は非現実的である」（作者も全面禁止を主張しているわけではない）「洗剤や食品添加物使用の危険度の指摘は誇張である」といった専門家からの反論があった。
コナギを「イネのコンパニオンプランツ」と紹介するなど、実情や生物科学面でも間違った記述がある。

## 文学面での評価
本作品はベストセラーとして作者の知名度を大きく高めたが、その文学的形式を既存のジャンルに分類しがたい点ではきわめて異色である。通例「小説」に分類される（作中にもそのような記述がある）が、物語性を前面に出す作者の通例の作風とは一線を画しており、一貫したプロットに沿った主人公も登場人物も存在しない。一方「ノンフィクション」に分類することも不可能ではないが、途中から一種の「狂言回し」として登場する「横丁の御隠居」の存在や、専門家に取材する作者の「えーと、何も分かりません」という「カマトト」ぶりなどは事実とは考えにくく、ノンフィクションの手法をはずれた部分も大きい。
こうした作品が「朝日新聞」の「小説欄」に連載されたこと自体が当時としては画期的な出来事であり、連載開始当時終わって間もなかった参院選における市川房枝応援の裏話から話が始まっていることも含めて、読者の注意をひく効果を十分に計算したものであった。作者は連載にあたって学芸部に「必ず多くの読者を掴まえてみせる」と言い切ったとあとがきで述べており、また読者に難しいテーマの話を関心をもって読み続けてもらうよう特に工夫したとも述べていて、自信のほどをうかがわせる。
しかし、こうした型破りな表現形式については賛否両論があり、特に冒頭の参院選の話が途中でとぎれてしまう点については、「構成の破綻」だとするなどの厳しい批評が多い。一方、これまで作者の作品を認めてこなかった『群像』編集長大久保房男が「有吉佐和子がついに純文学を書いた」と語ったという説もあり、文芸評論家の評価は一定していない。
作者は『恍惚の人』及び本作品によって最も知られており、「社会派」的作家というイメージが強い。しかし、あとがきにある「日本文学古来の伝統的主題であった『花鳥風月』が危機にさらされているとき、一人の小説書きがこういう仕事をしたのがいけないという理由など、あるでしょうか」ということばからは、作者が一貫してもっていた日本の歴史・伝統への関心と愛着が発想の底流に維持されていることが読み取れる。一方、作者にとって本作品は紀行文『女二人のニューギニア』を除き、長編でははじめて「私」（作者自身）を語り手とした一人称「小説」であり、『有吉佐和子の中国レポート』などその後のルポルタージュへとつながる転換点でもある。